# Sholicola albiventris
Sholicola albiventris là một loài chim trong họ Muscicapidae.